# 大供
大供（だいく）は、岡山県岡山市北区にある町丁である。同市の市庁および北区役所の所在地。なお、当地から分立した大供表町（だいくおもてまち）と大供本町（だいくほんまち）も、歴史的一体性を考慮して、当頁にて記述する。
郵便番号は大供が〒700-0913（岡山中央郵便局管区）、大供表町が〒700-0912（岡山中央郵便局管区）、大供本町が〒700-0911（岡山中央郵便局管区）。人口は、大供が1403人（男性630人、女性773人）、大供表町が1265人（男性611人、女性654人）、大供本町が239人（男性117人、女性122人）。世帯数は大供が886世帯、大供表町が653世帯、大供本町が110世帯。

## 概要
岡山市中心市街の南寄り、旧国道2号線と西古松・南方間幹線道路（市役所筋）の交差する大供ロータリー（大供交差点）の周辺にあたる。
元来の大供（明治22年以前の大供村の範囲）の内、昭和38年7月に西部を厚生町1丁目（当初は大供厚生町と称した）に分割し、昭和39年7月に国道北側の東側を柳町2丁目に編入した。さらに、昭和44年7月、東部の一部を春日町・鹿田町1～2丁目などに分割し、宇野線以西を新屋敷町3丁目、西之町、野田1丁目に分割した。残る大供の地を、南部西側は大供本町・南部東側は大供表町、北部（旧国道2号以北）を3丁目、中部（旧国道2号南部）東側を1丁目、中部西側を2丁目に区分けした。
大供1丁目に岡山市役所・北区役所があり、以前は岡山貯金事務センター（岡山地方貯金局）も所在した。同2丁目には、労働基準監督署や大供第二公園があり、以前は近畿中国森林管理局岡山森林管理署岡山事務所（岡山営林署）も所在した。同3丁目には瀬戸内海放送や岡山医療技術専門学校、日本たばこ産業岡山支店なども所在する。
大供表町はかつての大供村の中心的な地域であり、かつては庭瀬街道沿いを中心に商家が発達し、式内社論社の石門別神社があり、現在も所在する。そのほか、同街道周辺に岡山市立鹿田小学校、岡山市立鹿田認定こども園などが所在し、また市役所筋沿いの水道局前交差点にJA岡山等もある。

### 小・中学校の学区
公立の小・中学校に通学する場合、学区は次のように指定されている 。
| 区域       | 小学校     | 中学校     |
| ---------- | ---------- | ---------- |
| 大供一丁目 | 鹿田小学校 | 桑田中学校 |
| 大供二丁目 | 鹿田小学校 | 桑田中学校 |
| 大供三丁目 | 鹿田小学校 | 桑田中学校 |
| 大供表町   | 鹿田小学校 | 桑田中学校 |
| 大供本町   | 鹿田小学校 | 桑田中学校 |

## 沿革

### 歴史
当地は旭川のデルタから発達した古い沖積平野の一部であり、弥生時代後期（西暦100～200年頃）の土器が発掘されている。
古代から中世にかけては、当地周辺一帯は鹿田荘と呼ばれ栄えた。平安時代には興福寺南円堂の法華会料田となった。花山天皇の時代（984～986年）頃には、備前国守藤原理兼の鹿田荘検察に端を発し、 荘司や寄人の居宅300余戸を焼き払い、地子米や財物を掠奪するという事件があったことが『朝野群載』に載っている。
江戸時代には御野郡大供村と称され、『吉備温故秘録』に、石高1,661石7斗3升、田畑64町2反5畝12歩、家105軒、人口474人とあり、村中央を庭瀬街道 (現在の市役所筋と一部並行）が南北に通り、現在の大供表町で西方へ向きを変えていた。庭瀬口（現大供1丁目の東北隅あたり）に名物の饅頭屋があったとされる。
明治22年6月の町村制施行にあたり、大供村は西古松・東古松・岡・内田の4村と合併して鹿田村を置き、同31年8月、奥田村を合併。大正10年2月、鹿田村が岡山市に編入した。旧大字、つまり旧鹿田村大字大供を町名として残し存続したが、昭和44年7月実施の町区改訂で前述のように分割・区分けされた。
大供という地名の由来は不詳である。

### 年表
| 年月日          | 出来事 |
| --------------- | --- |
| 明治22年6月1日  | 町村制施行により、御野郡大供・西古松・東古松・岡・内田の各村が合併して鹿田村を新設。                                                                     |
| 明治31年8月     | 鹿田村に御野郡奥田村が編入合併。 |
| 明治33年4月1日  | 御野郡・津高郡が統合されて御津郡となる。 |
| 大正10年2月     | 鹿田村が岡山市に編入合併。 |
| 昭和38年7月20日 | 大字大供の一部を厚生町1丁目に分割。 |
| 昭和39年7月20日 | 大字大供の一部を分割し、下石井、下西川町とあわせて柳町2丁目を設置。                                                                                      |
| 昭和44年7月20日 | 町区改訂により、大字の大供が分割・区分けされ、大供1～3丁目、大供表町、大供本町、鹿田町1～2丁目、鹿田本町、新屋敷町3丁目、西之町、野田1丁目が設置される。 |
| 平成21年4月     | 岡山市が政令指定都市へ移行。行政区が設置され、北区の管轄となる。                                                                                         |

## 人口・世帯数等
| 地区        | 世帯数 | 男女人口 | 男性人口 | 女性人口 | 備考 |
| ----------- | ------ | -------- | -------- | -------- | ---- |
| 大供1丁目   | 232    | 392      | 180      | 212      |      |
| 大供2丁目   | 565    | 868      | 387      | 481      |      |
| 大供3丁目   | 89     | 143      | 63       | 80       |      |
| （大供 計） | 886    | 1403     | 630      | 773      |      |
| 大供表町    | 653    | 1265     | 611      | 654      |      |
| 大供本町    | 110    | 239      | 117      | 122      |      |
| （総計）    | 1649   | 2907     | 1358     | 1549     |      |

## 主要施設
公的施設
- 岡山市役所・北区役所本庁舎 - 大供1丁目
  - 同分庁舎 - 大供1丁目
- 岡山労働基準監督署 - 大供2丁目
- 岡山西警察署大供交番 - 大供2丁目

教育施設
- 学校法人本山学園運営校 - 全て大供3丁目
  - 岡山医療技術専門学校
  - 西日本調理製菓専門学校
  - インターナショナル岡山歯科衛生専門学校
- 岡山市立鹿田小学校 - 大供表町
- 岡山市立鹿田幼稚園 - 大供表町

医療・福祉施設
- 鹿田保育園 - 大供表町
- ねむの木保育園 - 大供表町

郵便局
- 岡山大供郵便局 - 大供2丁目

金融機関
- 広島銀行岡山南支店 - 大供1丁目

一般企業・商店
- 中四国郵政健康管理センター岡山分室 - 大供1丁目
- JP労組岡山県連絡協議会 - 大供1丁目
- 岡山トヨタ自動車本社・岡山店 - 大供3丁目
- 日本たばこ産業岡山支店 - 大供3丁目
- 瀬戸内海放送岡山本社 - 大供3丁目
- 岡山市農業協同組合 - 大供表町
- JA岡山農産物直売所はなやか中央店 - 大供表町

神社仏閣
- 石門別神社 - 大供表町

## 交通
道路
- 国道2号別線（旧国道2号）
- 岡山県道21号岡山児島線（岡山県道162号岡山倉敷線重複、旧国道2号）
- 岡山県道173号大元停車場線（市役所筋）

旧街道
- 庭瀬往来（鴨方往来）